# Ligue des champions masculine de l'EHF 2003-2004
Navigation
Ligue des champions 2002-2003 Ligue des champions 2004-2005
La saison 2003-2004 de la Ligue des Champions de l'EHF est la 44e édition de la Ligue des champions masculine de l'EHF, anciennement Coupe d'Europe des clubs champions. Organisée par l’EHF, elle met aux prises 37 équipes européennes.
Cette édition a vu le club slovène du Rokometni klub Celje remporter son premier titre aux dépens du club allemand du SG Flensburg-Handewitt et succède ainsi au Montpellier Handball.

## Présentation

### Formule
Dix équipes participent à un tour préliminaire et retrouvent les vingt-sept équipes directement qualifiées pour la phase de groupe. Les 32 équipes sont réparties dans huit groupes de quatre équipes où elles disputent un championnat à six journées.
Les deux premiers de chaque groupe, soit seize équipes, sont qualifiés pour la phase disputée en match aller et retour : huitièmes de finale, quarts de finale, demi-finales et finale.

### Participants
Pour la première fois, la Fédération européenne de handball a mis en place un classement basé sur les résultats des fédérations entre la saison 1999-2000 et la saison 2001-2002. Ce Coefficient EHF détermine le nombre d'équipes participant aux différentes coupes d'Europe pour la saison 2003-2004 :
| Rang | Championnat                 | Équipe(s)                                                | Tour              |
| ---- | --------------------------- | -------------------------------------------------------- | ----------------- |
| 1    | Allemagne                   | 1er TBV Lemgo 2e SG Flensburg-Handewitt 3e SC Magdebourg | Phase de groupe   |
| 2    | Espagne                     | 1er FC Barcelone 2e BM Ciudad Real 3e CB Ademar León     | Phase de groupe   |
| 3    | Hongrie                     | 1er Fotex KC Veszprém 2e SC Pick Szeged                  | Phase de groupe   |
| 4    | Slovénie                    | 1er RK Celje 2e RD Prule 67                              | Phase de groupe   |
| 5    | Croatie                     | 1er RK Zagreb 2e RK Metković                             | Phase de groupe   |
| 6    | Danemark                    | 1er Kolding IF Håndbold 2e Skjern Håndbold               | Phase de groupe   |
| 7    | Serbie-et-Monténégro        | 1er Partizan Belgrade                                    | Phase de groupe   |
| 8    | Norvège                     | 1er Sandefjord TIF                                       | Phase de groupe   |
| 9    | Portugal (Divisão de Elite) | 1er CD de São Bernardo-Aveiro                            | Tour préliminaire |
| 10   | France                      | 1er Montpellier Handball 2e Chambéry Savoie HB           | Phase de groupe   |
| 11   | Suisse                      | 1er Pfadi Winterthur                                     | Phase de groupe   |
| 12   | Macédoine                   | 1er Vardar Skopje                                        | Phase de groupe   |
| 13   | Pologne                     | 1er KS Kielce                                            | Phase de groupe   |
| 14   | Russie                      | 1er Medvedi Tchekhov                                     | Phase de groupe   |
| 15   | Suède                       | 1er Redbergslids IK                                      | Phase de groupe   |
| 16   | Italie                      | 1er HC Conversano                                        | Phase de groupe   |
| 17   | Ukraine                     | 1er ZTR Zaporijia                                        | Phase de groupe   |
| 18   | Roumanie                    | 1er Fibrex Săvinești                                     | Non participant   |
| 19   | Turquie                     | 1er ASKİ SK                                              | Phase de groupes  |
| 20   | Israël                      | 1er Hapoël Rishon LeZion                                 | Non participant   |
| 21   | République tchèque          | 1er HC Baník Karviná                                     | Phase de groupes  |
| 22   | Autriche                    | 1er Alpla HC Hard                                        | Tour préliminaire |
| 23   | Grèce                       | 1er AS Fílippos Véria                                    | Tour préliminaire |
| 24   | Islande                     | 1er Haukar Hafnarfjörður                                 | Tour préliminaire |
| 25   | Pays-Bas                    | 1er HV Aalsmeer                                          | Tour préliminaire |
| 26   | Biélorussie                 | 1er Arkatron Minsk                                       | Tour préliminaire |
| 27   | Belgique                    | 1er HCE Tongeren                                         | Tour préliminaire |
| 28   | Bosnie-Herzégovine          | 1er RK Bosna Sarajevo                                    | Tour préliminaire |
| 29   | Luxembourg                  | 1er Handball Esch                                        | Non participant   |
| 30   | Lituanie                    | 1er Granitas Kaunas                                      | Tour préliminaire |
| 31   | Slovaquie                   | 1er HC MŠK Považská Bystrica                             | Tour préliminaire |

## Phase de qualification

### Tour préliminaire
Les matchs aller sont disputés les 12 et 13 septembre 2003 et les matchs retour les 20 et 21 septembre.
| Équipe               | Aller   | Total   | Retour  | Équipe                 |
| -------------------- | ------- | ------- | ------- | ---------------------- |
| Alpla HC Hard        | 35 – 17 | 61 – 43 | 28 – 26 | Arkatron Minsk         |
| HV Aalsmeer          | 21 – 29 | 57 – 64 | 21 – 29 | RK Bosna Sarajevo      |
| HC Granitas Kaunas   | 26 – 33 | 46 – 58 | 20 – 25 | AS Fílippos Véria      |
| Haukar Hafnarfjörður | 37 – 23 | 57 – 47 | 20 – 24 | CD São Bernardo-Aveiro |
| HCE Tongeren         | 25 – 26 | 46 – 64 | 21 – 35 | Považská Bystrica      |

## Phase de groupes

### Légende
| Légende pour le classement - Qualification pour le Tour principal - Repêché en Huitièmes de finale de la Coupe des vainqueurs de coupe - Éliminé | Légende pour les scores - Équipe à domicile victorieuse - Match nul - Équipe à l'extérieur victorieuse |

### Groupe A
|   | Équipe         | Pts | J | G | N | P | Bp  | Bc  | Diff |  | Résultats (dom.\ext.) |       |       |       |       |
| - | -------------- | --- | - | - | - | - | --- | --- | ---- |  | --------------------- | ----- | ----- | ----- | ----- |
| 1 | TBV Lemgo      | 10  | 6 | 4 | 2 | 0 | 196 | 157 | 39   |  | TBV Lemgo             |       | 34-29 | 27-27 | 41-22 |
| 2 | BM Ciudad Real | 9   | 6 | 4 | 1 | 1 | 187 | 145 | 42   |  | BM Ciudad Real        | 34-34 |       | 24-15 | 38-14 |
| 3 | ZTR Zaporijia  | 5   | 6 | 2 | 1 | 3 | 161 | 145 | 16   |  | ZTR Zaporijia         | 22-28 | 25-30 |       | 31-24 |
| 4 | HC Conversano  | 0   | 6 | 0 | 0 | 6 | 118 | 215 | -97  |  | HC Conversano         | 23-32 | 23-32 | 12-41 |       |

### Groupe B
|   | Équipe               | Pts | J | G | N | P | Bp  | Bc  | Diff |  | Résultats (dom.\ext.) |       |       |       |       |
| - | -------------------- | --- | - | - | - | - | --- | --- | ---- |  | --------------------- | ----- | ----- | ----- | ----- |
| 1 | SC Magdebourg        | 10  | 6 | 5 | 0 | 1 | 192 | 176 | 16   |  | SC Magdebourg         |       | 28-26 | 34-26 | 38-24 |
| 2 | FC Barcelone         | 9   | 6 | 4 | 1 | 1 | 203 | 152 | 51   |  | FC Barcelone          | 38-25 |       | 27-27 | 41-19 |
| 3 | Haukar Hafnarfjörður | 5   | 6 | 2 | 1 | 3 | 179 | 193 | -14  |  | Haukar Hafnarfjörður  | 34-37 | 26-36 |       | 34-33 |
| 4 | RK Vardar Skopje     | 0   | 6 | 0 | 0 | 6 | 157 | 210 | -53  |  | RK Vardar Skopje      | 28-30 | 27-35 | 26-32 |       |

### Groupe C
|   | Équipe               | Pts | J | G | N | P | Bp  | Bc  | Diff |  | Résultats (dom.\ext.) |       |       |       |       |
| - | -------------------- | --- | - | - | - | - | --- | --- | ---- |  | --------------------- | ----- | ----- | ----- | ----- |
| 1 | Kolding IF Håndbold  | 9   | 6 | 4 | 1 | 1 | 204 | 172 | 32   |  | Kolding IF Håndbold   |       | 42-31 | 42-26 | 37-27 |
| 2 | RD Prule 67          | 9   | 6 | 4 | 1 | 1 | 181 | 178 | 3    |  | RD Prule 67           | 31-25 |       | 29-29 | 31-28 |
| 3 | RK Partizan Belgrade | 3   | 6 | 1 | 1 | 4 | 179 | 194 | -15  |  | RK Partizan Belgrade  | 30-31 | 32-33 |       | 35-30 |
| 4 | ASKİ SK              | 3   | 6 | 1 | 1 | 4 | 163 | 183 | -20  |  | ASKİ SK               | 27-27 | 22-26 | 29-27 |       |

### Groupe D
|   | Équipe               | Pts | J | G | N | P | Bp  | Bc  | Diff |  | Résultats (dom.\ext.) |       |       |       |       |
| - | -------------------- | --- | - | - | - | - | --- | --- | ---- |  | --------------------- | ----- | ----- | ----- | ----- |
| 1 | Montpellier Handball | 10  | 6 | 5 | 0 | 1 | 167 | 144 | 23   |  | Montpellier Handball  |       | 25-23 | 27-19 | 29-24 |
| 2 | CB Ademar León       | 8   | 6 | 4 | 0 | 2 | 179 | 161 | 18   |  | CB Ademar León        | 35-29 |       | 32-29 | 29-24 |
| 3 | Medvedi Tchekhov     | 6   | 6 | 3 | 0 | 3 | 166 | 165 | 1    |  | Medvedi Tchekhov      | 25-30 | 30-28 |       | 33-22 |
| 4 | Alpla HC Hard        | 0   | 6 | 0 | 0 | 6 | 138 | 180 | -42  |  | Alpla HC Hard         | 18-27 | 24-32 | 26-30 |       |

### Groupe E
|   | Équipe            | Pts | J | G | N | P | Bp  | Bc  | Diff |  | Résultats (dom.\ext.) |       |       |       |       |
| - | ----------------- | --- | - | - | - | - | --- | --- | ---- |  | --------------------- | ----- | ----- | ----- | ----- |
| 1 | RK Zagreb         | 6   | 6 | 3 | 0 | 3 | 159 | 144 | 15   |  | RK Zagreb             |       | 26-25 | 22-15 | 31-21 |
| 2 | SC Pick Szeged    | 6   | 6 | 3 | 0 | 3 | 160 | 154 | 6    |  | SC Pick Szeged        | 27-26 |       | 30-26 | 31-26 |
| 3 | Sandefjord TIF    | 6   | 6 | 3 | 0 | 3 | 149 | 157 | -8   |  | Sandefjord TIF        | 28-26 | 26-24 |       | 28-23 |
| 4 | AS Fílippos Véria | 6   | 6 | 3 | 0 | 3 | 154 | 167 | -13  |  | AS Fílippos Véria     | 28-27 | 24-23 | 32-26 |       |

### Groupe F
|   | Équipe                 | Pts | J | G | N | P | Bp  | Bc  | Diff |  | Résultats (dom.\ext.)  |       |       |       |       |
| - | ---------------------- | --- | - | - | - | - | --- | --- | ---- |  | ---------------------- | ----- | ----- | ----- | ----- |
| 1 | RK Celje               | 11  | 6 | 5 | 1 | 0 | 196 | 161 | 35   |  | RK Celje               |       | 29-28 | 29-22 | 40-25 |
| 2 | SG Flensburg-Handewitt | 9   | 6 | 4 | 1 | 1 | 211 | 181 | 30   |  | SG Flensburg-Handewitt | 29-29 |       | 44-33 | 37-30 |
| 3 | Redbergslids IK        | 4   | 6 | 2 | 0 | 4 | 179 | 186 | -7   |  | Redbergslids IK        | 25-30 | 33-34 |       | 31-21 |
| 4 | MSK Povazská Bystrica  | 0   | 6 | 0 | 0 | 6 | 163 | 221 | -58  |  | MSK Povazská Bystrica  | 32-39 | 27-39 | 28-35 |       |

### Groupe G
|   | Équipe            | Pts | J | G | N | P | Bp  | Bc  | Diff |  | Résultats (dom.\ext.) |       |       |       |       |
| - | ----------------- | --- | - | - | - | - | --- | --- | ---- |  | --------------------- | ----- | ----- | ----- | ----- |
| 1 | Fotex KC Veszprém | 12  | 6 | 6 | 0 | 0 | 197 | 156 | 41   |  | Fotex KC Veszprém     |       | 33-29 | 31-34 | 31-26 |
| 2 | Skjern Håndbold   | 5   | 6 | 2 | 1 | 3 | 151 | 153 | -2   |  | Skjern Håndbold       | 23-26 |       | 26-22 | 30-20 |
| 3 | KS Kielce         | 5   | 6 | 2 | 1 | 3 | 159 | 177 | -18  |  | KS Kielce             | 30-41 | 25-25 |       | 26-23 |
| 4 | RK Bosna Sarajevo | 2   | 6 | 1 | 0 | 5 | 151 | 172 | -21  |  | RK Bosna Sarajevo     | 24-35 | 27-18 | 31-32 |       |

### Groupe H
|   | Équipe             | Pts | J | G | N | P | Bp  | Bc  | Diff |  | Résultats (dom.\ext.) |       |       |       |       |
| - | ------------------ | --- | - | - | - | - | --- | --- | ---- |  | --------------------- | ----- | ----- | ----- | ----- |
| 1 | Chambéry Savoie HB | 12  | 6 | 6 | 0 | 0 | 185 | 157 | 28   |  | Chambéry Savoie HB    |       | 32-31 | 34-26 | 24-22 |
| 2 | Pfadi Winterthur   | 5   | 6 | 2 | 1 | 3 | 192 | 178 | 14   |  | Pfadi Winterthur      | 25-29 |       | 38-29 | 38-25 |
| 3 | HC Baník Karviná   | 4   | 6 | 2 | 0 | 4 | 180 | 194 | -14  |  | HC Baník Karviná      | 28-36 | 34-31 |       | 38-27 |
| 4 | RK Metković        | 3   | 6 | 1 | 1 | 4 | 156 | 184 | -28  |  | RK Metković           | 25-30 | 29-29 | 28-25 |       |

## Phase finale

### Qualification et tirage au sort
Les huit premiers ainsi que les huit deuxièmes de chaque groupe participent à la phase finale, qui débute par les huitième de finale. Les équipes se trouvant dans le Chapeau 1 tomberont face aux équipes du Chapeau 2 et à notez que celle-ci reçoivent au match aller.

### Composition des chapeaux
Les chapeaux sont réalisés simplement en prenant le classement des seize équipes dans leur groupe respectif.
| Chapeau 1            | Chapeau 2              |
| -------------------- | ---------------------- |
| TBV Lemgo            | BM Ciudad Real         |
| SC Magdebourg        | FC Barcelone           |
| Kolding IF Håndbold  | RD Prule 67            |
| Montpellier Handball | CB Ademar León         |
| RK Zagreb            | SC Pick Szeged         |
| RK Celje             | SG Flensburg-Handewitt |
| Fotex KC Veszprém    | Skjern Håndbold        |
| Chambéry Savoie HB   | Pfadi Winterthur       |

### Huitièmes de finale
| Équipe 1               | Équipe 2             | Aller            | Retour           | Total    |
| ---------------------- | -------------------- | ---------------- | ---------------- | -------- |
| BM Ciudad Real         | Chambéry Savoie HB   | 13 décembre 2003 | 20 décembre 2003 | 69 – 60  |
| BM Ciudad Real         | Chambéry Savoie HB   | 36 - 28          | 33 - 32          | 69 – 60  |
| Skjern Håndbold        | SC Magdebourg        | 14 décembre 2003 | 20 décembre 2003 | 54 - 59  |
| Skjern Håndbold        | SC Magdebourg        | 30 - 25          | 25 - 34          | 54 - 59  |
| CB Ademar León         | RK Celje             | 13 décembre 2003 | 21 décembre 2003 | 59 - 59* |
| CB Ademar León         | RK Celje             | 38 - 25          | 21 - 34          | 59 - 59* |
| SG Flensburg-Handewitt | Kolding IF Håndbold  | 13 décembre 2003 | 21 décembre 2003 | 67 – 49  |
| SG Flensburg-Handewitt | Kolding IF Håndbold  | 34 - 29          | 33 - 20          | 67 – 49  |
| Pick Szeged            | Montpellier Handball | 14 décembre 2003 | 21 décembre 2003 | 55 - 49  |
| Pick Szeged            | Montpellier Handball | 29 - 22          | 26 - 27          | 55 - 49  |
| Pfadi Winterthur       | RK Zagreb            | 13 décembre 2003 | 21 décembre 2003 | 56 - 61  |
| Pfadi Winterthur       | RK Zagreb            | 32 - 29          | 24 - 32          | 56 - 61  |
| RD Prule 67            | TBV Lemgo            | 14 décembre 2003 | 20 décembre 2003 | 55 - 60  |
| RD Prule 67            | TBV Lemgo            | 28 - 28          | 27 - 32          | 55 - 60  |
| FC Barcelone           | Fotex KC Veszprém    | 13 décembre 2003 | 20 décembre 2003 | 59 - 60  |
| FC Barcelone           | Fotex KC Veszprém    | 33 - 29          | 26 - 31          | 59 - 60  |

* Le RK Celje est qualifié aux dépens du CB Ademar León selon la règle du nombre de buts marqués à l'extérieur (25 contre 21).

### Quarts de finale
| \| Veszprém Szeged Celje Ciudad Real Flensbourg Lemgo Zagreb Magdebourg \| Localisation des équipes en quarts de finale. |
| Veszprém Szeged Celje Ciudad Real Flensbourg Lemgo Zagreb Magdebourg                                                     |

| Équipe 1               | Équipe 2          | Aller           | Retour          | Total   |
| ---------------------- | ----------------- | --------------- | --------------- | ------- |
| SG Flensburg-Handewitt | RK Zagreb         | 15 février 2004 | 22 février 2004 | 58 - 53 |
| SG Flensburg-Handewitt | RK Zagreb         | 30 - 27         | 28 - 26         | 58 - 53 |
| SC Pick Szeged         | SC Magdebourg     | 14 février 2004 | 22 février 2004 | 54 - 59 |
| SC Pick Szeged         | SC Magdebourg     | 30 - 31         | 24 - 28         | 54 - 59 |
| RK Celje               | TBV Lemgo         | 15 février 2004 | 21 février 2004 | 60 - 53 |
| RK Celje               | TBV Lemgo         | 32 - 25         | 28 - 28         | 60 - 53 |
| BM Ciudad Real         | Fotex KC Veszprém | 14 février 2004 | 21 février 2004 | 61 - 49 |
| BM Ciudad Real         | Fotex KC Veszprém | 33 - 24         | 28 - 25         | 61 - 49 |

### Demi-finales
| Équipe 1               | Équipe 2      | Aller        | Retour       | Total    |
| ---------------------- | ------------- | ------------ | ------------ | -------- |
| BM Ciudad Real         | RK Celje      | 14 mars 2004 | 20 mars 2004 | 67 - 70  |
| BM Ciudad Real         | RK Celje      | 35 - 36      | 32 - 34      | 67 - 70  |
| SG Flensburg-Handewitt | SC Magdebourg | 13 mars 2004 | 21 mars 2004 | *56 - 56 |
| SG Flensburg-Handewitt | SC Magdebourg | 30 - 20      | 26 - 36      | *56 - 56 |

* SG Flensburg-Handewitt qualifié aux dépens du SC Magdebourg selon la règle du nombre de buts marqués à l'extérieur (26 contre 20).

### Finale
Le club slovène du RK Celje remporte son premier titre en s'imposant 62 à 58 face au club allemand du SG Flensburg-Handewitt.
Finale aller
| 18 avril 2004 | RK Celje           | 34 - 28   | SG Flensburg-Handewitt | Celje, Slovénie Affluence : 5 000 Arbitrage : Ivan Dolejs Vaclav Kohout |
| 18 avril 2004 | Siarhei Rutenka 13 | (17 - 13) | Søren Stryger 6        | Celje, Slovénie Affluence : 5 000 Arbitrage : Ivan Dolejs Vaclav Kohout |
| 18 avril 2004 | ×3 ×7              | Rapport   | ×3 ×5                  | Celje, Slovénie Affluence : 5 000 Arbitrage : Ivan Dolejs Vaclav Kohout |

Finale retour
| 24 avril 2004 | SG Flensburg-Handewitt | 30 - 28   | RK Celje           | Flensbourg, Allemagne Affluence : 6 000 Arbitrage : Vicente Breto Leon Jose Antonio Huelin Trillo |
| 24 avril 2004 | Lars Christiansen 11   | (15 - 15) | Siarhei Rutenka 11 | Flensbourg, Allemagne Affluence : 6 000 Arbitrage : Vicente Breto Leon Jose Antonio Huelin Trillo |
| 24 avril 2004 | ×3 ×5                  | Rapport   | ×3 ×7              | Flensbourg, Allemagne Affluence : 6 000 Arbitrage : Vicente Breto Leon Jose Antonio Huelin Trillo |

## Le champion d'Europe
| Champion d'Europe Ligue des champions de l'EHF 2003-2004 Rokometni klub Celje 1er titre |

## Meilleurs buteurs
Les meilleurs buteurs de la saison sont :
1. le Slovène Siarhei Rutenka (RK Celje) avec 103 buts[2],[3],[4] (93 selon l'EHF[5] plus 10 contre le TBV Lemgo[6] ou encore 92 après la finale aller[7] plus 11 lors de la finale retour[8]). Rutenka a notamment marqué 24 buts en finale.
2. le Slovène Renato Vugrinec (RK Celje) avec 87 buts[4] (81 selon l'EHF[5] plus 6 contre le TBV Lemgo[6] ou encore 80 après la finale aller[7] plus 7 lors de la finale retour[8])
3. le Danois Søren Stryger (SG Flensburg-Handewitt) avec 84 buts[5],[4] (79 après la finale aller[7] plus 5 lors de la finale retour[8])
4. l'Allemand Stefan Kretzschmar (SC Magdebourg) avec 82 buts[5],[7]
5. le Russe Édouard Kokcharov (RK Celje) avec 81 buts (77 selon l'EHF[5] plus 4 contre le TBV Lemgo[6] ou encore 77 après la finale aller[7] plus 4 lors de la finale retour[8])
6. le Français Joël Abati (SC Magdebourg) avec 71 buts[5],[7]
7. le Danois Lars Christiansen (SG Flensburg-Handewitt) avec 68 buts (57 après la finale aller[7] plus 11 lors de la finale retour[8])
8. le Polonais Grzegorz Tkaczyk (SC Magdebourg) avec 65 buts[5],[7]
9. le Danois Lars Krogh Jeppesen (SG Flensburg-Handewitt) avec 67[5] ou 64 buts (62 après la finale aller[7] plus 2 lors de la finale retour[8])
10. le Polonais Karol Bielecki (KS Kielce), le Croate Blaženko Lacković (RK Zagreb) et le Français Stéphane Stoecklin avec 62 buts chacun[5],[7].